# Priscilla Presley
Priscila Presley, (nascuda com a Priscilla Ann Wagner Beaulieu), el 24 de maig de 1945 a Brooklyn, Nova York, EUA, és una actriu i empresària que va ser muller d'Elvis Presley.

## Biografia
Priscilla va ser adoptada pel segon marit de la seva mare, Paul Beaulieu. El seu pare biològic, un oficial de les Forces Aèries establert a l'Alemanya Occidental James Wagner, va morir en un accident aeri, poc després del seu naixement.
Encara adolescent -amb catorze anys-, quan encara vivia a Alemanya, va conèixer Elvis Presley el 1959, quatre anys després d'haver iniciat aquest la seva meteòrica carrera al rock and roll i els seus serveis a l'Exèrcit dels EUA. Després de vuit anys de festeig, es van casar l'1 de maig de 1967. Van tenir la seva filla Lisa Marie Presley el 1968.
Quan llur matrimoni va començar a estar en declivi, ella va començar a estudiar karate i interpretació.
Després de divorciar-se d'Elvis, va viure amb el seu instructor de karate, Mike Stone, durant tres anys.
Va tenir èxit com a propietària d'una botiga de roba entre 1973 i 1976, tenint com a clientes persones com Natalie Wood, Barbra Streisand i Cher.
Va rebutjar ser un dels "àngels" a la sèrie de televisió Els Àngels de Charlie (1976).
Després de la mort d'Elvis va introduir-se en el món dels negocis i va començar a treballar al cinema i la televisió, tot interpretant notablement el paper de Jenna Wade (1983-88) a la sèrie de gran èxit Dallas (1978). Va deixar la sèrie després de cinc temporades el 1988 perquè no estava contenta amb la direcció de la sèrie ni amb el seu personatge.
Més recentment ha interpretat Jane Spencer a la sèrie de pel·lícules Agafa-ho com puguis (1988 a 1994).
Va exercir com a Presidenta de la Junta Directiva d'Elvis Presley Enterprises, Inc. (EPE) des del 1982 fins que la seva filla Lisa se'n va fer càrrec el 1998.
El 1985 va publicar la seva autobiografia Elvis i jo.
Priscilla es va casar el 1987 amb Marc Garibaldi amb el qual va tenir un fill, Garibaldi Navarone.
És promotora d'una línia de fragàncies des del 1988. La seva línia inclou els perfums Moments, Experiences, Indian Summer, i Roses and More. Moments va reportar uns ingressos de 90 milions de dòlars l'any 1996.
Fou escollida per la revista People com una de les 50 persones més belles del món (1992).
Va rebre un doctorat honoris causa (doctor en humanitats) del Rhodes College a Memphis, Tennessee (1998).
Va ser escollida per formar part de la junta de Metro-Goldwyn-Mayer Inc. (11 de setembre del 2000).
Va fer un "cameo" (no especificat als crèdits) a Austin Powers: Misteriós agent internacional (Austin Powers: International Man of Mystery), el 1997.
El 2008, amb 63 anys, va acusar al cirurgià Argentí Daniel Serrano d'injectar-li lubricant per a cotxes, la qual cosa li va causar una deformació a la cara, i li va provocar dificultats per a parlar i menjar.

## Curiositats
Els seus besavis eren originaris d'Egersund, a Noruega.
Fou per poc temps sogra del cantant Michael Jackson i de l'actor Nicolas Cage.
Fou interpretada per Antonia Bernath a la pel·lícula Elvis (2005) (TV) i per Season Hubley a Elvis (1979 / I) (TV) 
Amb la seva filla Lisa havia tingut una relació molt tensa durant molts anys, cosa que es va solucionar en els darrers anys de la vida de la Lisa (que va morir el 12 de gener del 2023).
És àvia de Danielle Riley Keough, Benjamin Keough i Harper i Finley Lockwood.
La seva parella, Marc Garibaldi era només 2 anys més gran que el seu ex gendre, Michael Jackson.
Va tenir una breu relació amb Richard Gere el 1983.
Va tenir una relació amb Nigel Lythgoe el 2007.
Va viure amb Michael Edwards, de 1978 a 1984. Aquest més tard va escriure un llibre sobre la seva relació titulat Priscilla, Elvis & Me; el títol és una paròdia de les memòries de Priscilla, Elvis and Me.

## Filmografia destacada
- 1988: Agafa-ho com puguis (The Naked Gun: From The Files Of Police Squad)
- 1990: The Adventures of Ford Fairlane
- 1991: Agafa-ho com puguis 2 1/2 (The Naked Gun 2½: The Smell of Fear)
- 1994: Naked Gun 33 1/3. The Final Insult

Sèries: Dallas, Històries de la cripta, Melrose Place, Spin City.